# Віктор Лоре
Віктор Клемент Жорж Філіпп Лоре (фр. Victor Clement Georges Philippe Loret; 1 вересня 1859 — 3 лютого 1946) — французький єгиптолог, відомий своїми розкопками в Долині царів.

## Життєпис
Здобув освіту в Сорбонні (Паризький університет, Практична школа вищих досліджень) паралельно з Гастоном Масперо і став головою Ради єгипетських старожитностей в 1897 році. Починаючи з відкриття гробниці Аменхотепа II (KV35) в 1898 році, він проводив регулярні дослідження гробниць в Долині Царів. В гробниці KV35, окрім самого Аменхотепа II, були знайдені також сховані там на початку XXI династії Третього перехідного періоду мумії таких фараонів, як Тутмос IV, Аменхотеп III і Рамсес III.
Віктор Лоре також відкрив і дослідив гробниці KV32, KV33, KV36, KV38, KV40, KV41 і KV42. Крім того, він вважається першовідкривачем гробниці Тутмоса III (KV34), однак з цим не згідні окремі спеціалісти, які віддали пальму першості одному зі своїх співробітників.